# 副島孔太
副島 孔太（そえじま こうた、1974年5月17日 - ）は、東京都出身の元プロ野球選手（外野手、内野手）、野球指導者。

## 来歴
少年野球（大田シニアリーグ）の時代から日本代表に選ばれ世界大会で優勝するなど、アマチュア野球界ではエリートコースを歩んでいた。
桐蔭学園高等学校では、1年生にしてレギュラーに定着。2年、3年の1991年と1992年には夏の甲子園に連続出場。1991年は3年生に髙木大成、1年生に高橋由伸を擁して旋風を起こし、3回戦まで進出。自身は3回戦でラッキーゾーンへの本塁打を放っている。
3年時のチームは打線に厚みが増し、優勝候補筆頭と目されたが、まさかの初戦（甲子園開幕戦）サヨナラ負けを喫する。この試合では延長戦であわやバックスクリーン直撃となる大飛球の二塁打を放っている。
法政大学時代は、スラッガーとして活躍（大学通算11本塁打）。1995年の全日本大学選手権では東北福祉大学を破って学生王者となり、翌年のドラフト会議でヤクルトスワローズから5位指名された。背番号25。当時のヤクルト・野村克也監督は、沙知代夫人の所有する少年野球チーム（シニアリーグ）の関係から副島の実力を昔から熟知しており、その影響があっての指名といわれている。また、ヤクルトには法大の2学年先輩にあたる稲葉篤紀がおり、プロでも再びチームメイトとなった。

### ヤクルト時代
1997年のヤクルト入団後は、打撃は優秀だったが、守備に難があったことなどから同期入団の岩村明憲同様に代打や先発の繋ぎなどの起用が多かった。
2001年の大阪近鉄バファローズとの日本シリーズ第4戦では、岡本晃から代打決勝本塁打を放ち、チームの4年ぶりの日本一に貢献する。
翌2002年は開幕から不振に苦しみ、シーズン途中に戎信行とのトレードでオリックス・ブルーウェーブへ移籍。

### オリックス時代
背番号1を背負い長距離砲として期待されるが、レギュラー争いに敗れ、2004年には背番号を44に変更。同年10月7日、近鉄との合併による分配ドラフトを前に戦力外通告を受ける。

### オリックス退団後
萩本欽一が率いる茨城ゴールデンゴールズに兼任コーチとして入団、2年間プレーした。
2007年からは東京都内で飲食店に勤務する傍ら、桐蔭学園高校時代の同期生（萩島賢）が監督を務めるフェデックスへ移籍、2008年にはTDK千曲川の補強選手として都市対抗野球に初出場を果たしている。
2010年から鉄腕硬式野球倶楽部に在籍し、2011年から2012年までは監督を兼任していた。
全国出張野球教室など、少年野球指導活動も活発的に取り組み、2012年からはデーブ大久保による野球塾「デーブ・ベースボール・アカデミー」の常任コーチを務めている。
2012年よりクラブチーム・BBCスカイホークス（現：GXAスカイホークス）の監督に就任。同チームには日本航空高等学校通信制課程に現役生徒も所属しており、2014年1月20日には学生指導資格回復を回復した。2015年末に一度退任したものの、2016年9月より再任している。同クラブの運営母体が経営する野球教室の講師も務めている。
2018年時点では上記の野球塾や野球チームのコーチなど7ヶ所で野球関係の仕事を掛け持ちしており、2015年2月からは少年野球指導経験を生かして、学習塾「名学館 元住吉校」のオーナーを務めていたり（現在は閉業）、2016年7月から野球塾「25Laboニコラボ」を開講していたりする。
2015年9月に初めて開催された「ライオンズカップ車椅子ソフトボール大会」では埼玉A.S.ライオンズのコーチを務め、現役時代には縁のなかった埼玉西武ライオンズのユニフォームに袖を通した。

## 人物
オリックス時代の応援歌は山越吉洋からの流用だった。
山口かつみの漫画「オーバーレブ!」に、AZ-1を操る「青ネズミ」という通り名の走り屋として登場する。

## 詳細情報

### 年度別打撃成績
| 年 度     | 球 団      | 試 合 | 打 席 | 打 数 | 得 点 | 安 打 | 二 塁 打 | 三 塁 打 | 本 塁 打 | 塁 打 | 打 点 | 盗 塁 | 盗 塁 死 | 犠 打 | 犠 飛 | 四 球 | 敬 遠 | 死 球 | 三 振 | 併 殺 打 | 打 率 | 出 塁 率 | 長 打 率 | O P S |
| --------- | ---------- | ----- | ----- | ----- | ----- | ----- | -------- | -------- | -------- | ----- | ----- | ----- | -------- | ----- | ----- | ----- | ----- | ----- | ----- | -------- | ----- | -------- | -------- | ----- |
| 1997      | ヤクルト   | 10    | 18    | 16    | 0     | 3     | 0        | 1        | 0        | 5     | 1     | 0     | 0        | 0     | 0     | 1     | 0     | 1     | 4     | 0        | .188  | .235     | .313     | .548  |
| 1998      | ヤクルト   | 107   | 337   | 301   | 32    | 80    | 12       | 2        | 8        | 120   | 38    | 2     | 1        | 6     | 1     | 27    | 1     | 2     | 57    | 10       | .266  | .329     | .399     | .728  |
| 1999      | ヤクルト   | 36    | 56    | 53    | 3     | 9     | 1        | 0        | 0        | 10    | 2     | 1     | 0        | 0     | 1     | 2     | 0     | 0     | 19    | 0        | .170  | .196     | .189     | .385  |
| 2000      | ヤクルト   | 92    | 250   | 221   | 45    | 71    | 14       | 4        | 10       | 123   | 31    | 6     | 3        | 3     | 2     | 23    | 0     | 1     | 49    | 3        | .321  | .385     | .557     | .942  |
| 2001      | ヤクルト   | 69    | 76    | 66    | 4     | 14    | 2        | 0        | 2        | 22    | 10    | 1     | 1        | 0     | 0     | 9     | 1     | 1     | 16    | 0        | .212  | .316     | .333     | .649  |
| 2002      | ヤクルト   | 31    | 42    | 38    | 1     | 5     | 1        | 0        | 0        | 6     | 4     | 0     | 0        | 0     | 0     | 4     | 0     | 0     | 11    | 0        | .132  | .214     | .158     | .372  |
| 2002      | オリックス | 37    | 113   | 101   | 9     | 26    | 3        | 0        | 1        | 32    | 6     | 1     | 0        | 2     | 1     | 9     | 1     | 0     | 15    | 3        | .257  | .315     | .317     | .632  |
| '02計     | オリックス | 68    | 155   | 139   | 10    | 31    | 4        | 0        | 1        | 38    | 10    | 1     | 0        | 2     | 1     | 13    | 1     | 0     | 26    | 3        | .223  | .288     | .273     | .561  |
| 2003      | オリックス | 60    | 103   | 88    | 6     | 19    | 4        | 1        | 0        | 25    | 12    | 0     | 2        | 0     | 1     | 14    | 0     | 0     | 23    | 1        | .216  | .320     | .284     | .604  |
| 2004      | オリックス | 21    | 37    | 31    | 1     | 6     | 3        | 0        | 0        | 9     | 2     | 0     | 1        | 0     | 0     | 6     | 0     | 0     | 13    | 1        | .194  | .324     | .290     | .614  |
| 通算：8年 | 通算：8年  | 463   | 1032  | 915   | 101   | 233   | 40       | 8        | 21       | 352   | 106   | 11    | 8        | 11    | 6     | 95    | 3     | 5     | 207   | 18       | .255  | .325     | .385     | .710  |

### 記録
- 初出場：1997年6月14日、対横浜ベイスターズ13回戦（明治神宮野球場）、5回表に小早川毅彦に代わり一塁手として出場
- 初安打：1997年6月17日、対読売ジャイアンツ11回戦（明治神宮野球場）、14回裏にデビット・パブラスから右前安打
- 初打点：1997年6月22日、対中日ドラゴンズ12回戦（ナゴヤドーム）、5回表に古池拓一から適時三塁打
- 初本塁打：1998年4月19日、対広島東洋カープ3回戦（福岡ドーム）、5回裏に高橋建から右越ソロ

### 背番号
- 25 （1997 - 2002年途中）
- 1 （2002年途中 - 2003年）
- 44 （2004年）